# 水利組合
水利組合（すいりくみあい）とは、明治時代に農業用の灌漑や水害防止等の事業を行う目的で、全国各地に設立された組合。1949年に一部組合が改組され、農業利水関係は土地改良区へ移行した。現在残っている水利組合は、水害予防のための組合であり、多くの場合ボランティア的に地域の水利秩序の維持に取り組んでいる。現存している小規模なものを「水路組合」と呼ぶ場合もある。

## 概要
明治時代に農業用の灌漑や水害防止等の事業を行う目的で、全国各地に設立された組合。農業利水関係のうち比較的規模の大きいものは、土地改良法に基づく土地改良区（愛称：水土里ねっと）へ移行し、現存するものは、稲作を行っている数人～数十人程度の農家にて構成される小規模な組合となっている。
しかし、その多くも耕作者の高齢化・後継者不足による耕作放棄地の増大、住宅・工業団地等への農地転換などにより水路下流域を中心に利用が減少し、構成員も減少している。

## 排水承認
住宅や工場、事業所などを新設する際、下水道未整備地域で、排水を農業用水路へ排出する際には組合の承認が必要となる。